# Gare de Nagyigmánd-Bábolna
La gare de Nagyigmánd-Bábolna (en hongrois : Nagyigmánd-Bábolna vasútállomás) est une halte ferroviaire hongroise, située à Nagyigmánd.